# Víctor Fernández López

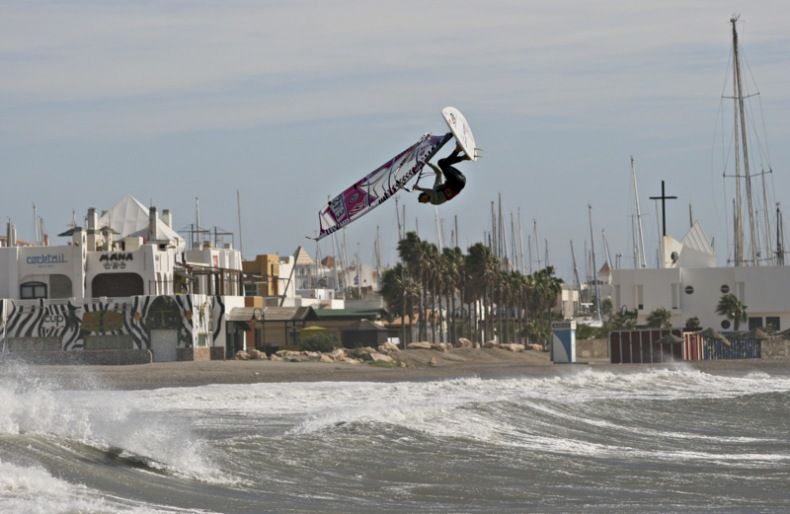
Victor Fernández López bei einem Backloop an seinem Heimspot Almería

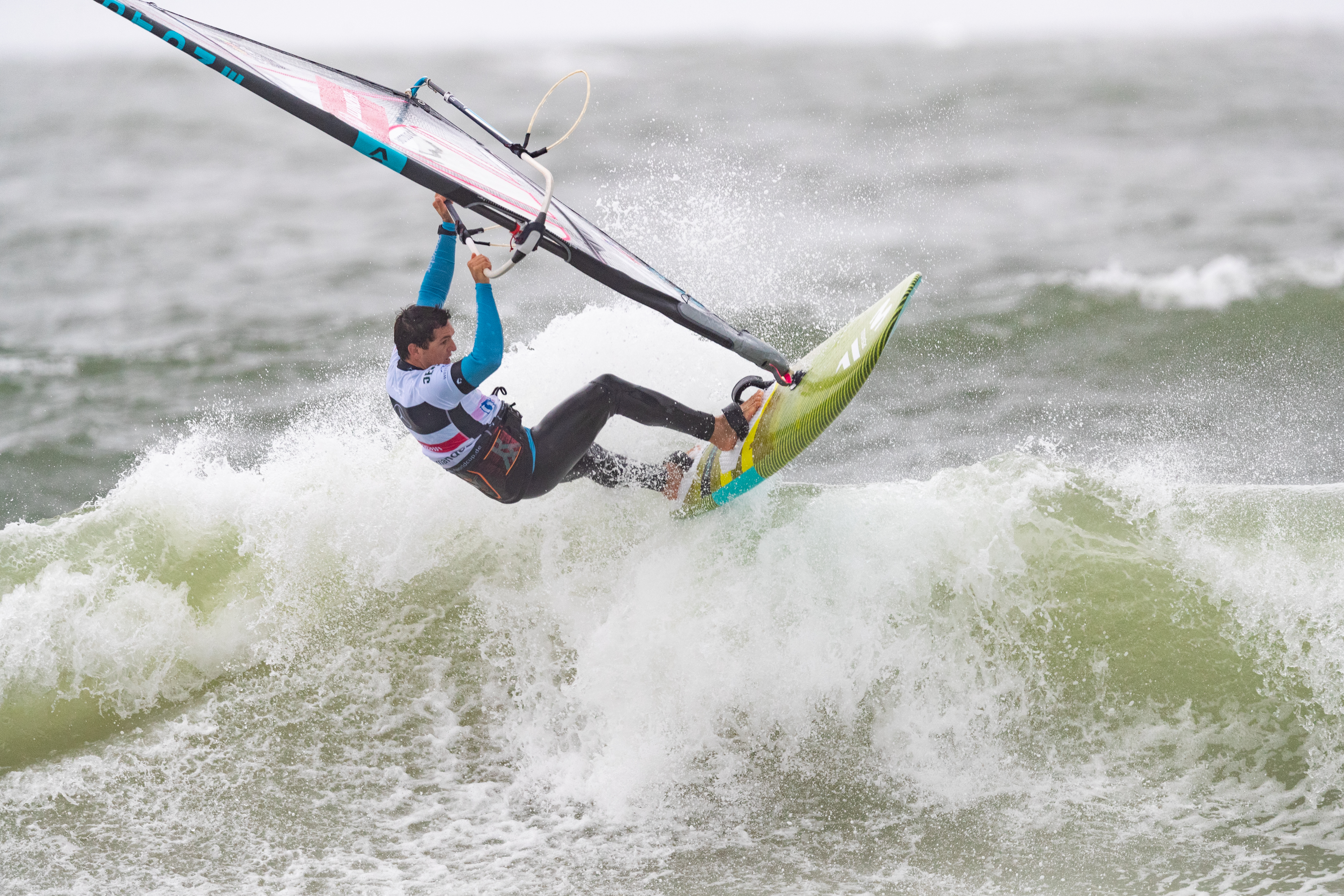
Fernández beim Windsurf World Cup Sylt 2019

 Víctor Fernández López (* 25. April 1984 in El Ejido) ist ein spanischer Windsurfer. Er gehört seit über zehn Jahren zu den besten Fahrern in der Disziplin Waveriding. 2010, 2016 und 2018 wurde er in dieser Disziplin Weltmeister. Zudem errang er sechs Vize-Weltmeistertitel.

## Biografie
Fernández erlernte das Windsurfen im Alter von fünf Jahren unter Anleitung seines Vaters. Als Belohnung für gute Noten reiste er im Sommer 1998 nach Pozo Izquierdo (Gran Canaria), wo der dortige Windsurfspot als Mekka für Waverider gilt. Drei Jahre später startete er seine professionelle Windsurfkarriere.

In der Saison 2004 drang er in die Weltspitze im Wave vor (6. Rang zu Saisonende). In dieser etablierte er sich und wurde 2007 und 2008 jeweils Vize-Weltmeister, ehe er im Jahr 2010 Weltmeister wurde. Diesen Triumph konnte er im Jahr 2016 wiederholen. 2017 wurde er hinter seinem Dauerrivalen Philip Köster erneut Vize-Weltmeister.
Fernández’ Heim- und Lieblingsspot ist Almería (Spanien) und seine favorisierten Manöver sind Wave 360 und Double Forward (doppelter Vorwärtssalto).

## Erfolge

### World Cup Wertungen
| Saison | Wave  | Wave   | Freestyle | Freestyle | Super-X | Super-X |
| Saison | Platz | Punkte | Platz     | Punkte    | Platz   | Punkte  |
| ------ | ----- | ------ | --------- | --------- | ------- | ------- |
| 2001   | ?     | ?      | ?         | ?         | –       | –       |
| 2002   | 13.   | ?      | ?         | ?         | –       | –       |
| 2003   | ?     | ?      | ?         | ?         | 5.      | 1986    |
| 2004   | 6.    | ?      | 13.       | ?         | 12.     | ?       |
| 2005   | 5.    | ?      | 10.       | ?         | ?       | ?       |
| 2006   | 5.    | 5723   | 26.       | 1275      | –       | –       |
| 2007   | 2.    | 8054   | 29.       | 2386      | –       | –       |
| 2008   | 2.    | 5954   | –         | –         | –       | –       |
| 2009   | 6.    | 5377   | –         | –         | –       | –       |
| 2010   | 1.    | 4167   | –         | –         | –       | –       |
| 2011   | 4.    | 5888   | –         | –         | –       | –       |
| 2012   | 2.    | 6135   | –         | –         | –       | –       |
| 2013   | 3.    | 5608   | –         | –         | –       | –       |
| 2014   | 2.    | 8202   | –         | –         | –       | –       |
| 2015   | 2.    | 6234   | –         | –         | –       | –       |
| 2016   | 1.    | 6201   | –         | –         | –       | –       |
| 2017   | 2.    | 2980   | –         | –         | –       | –       |
| 2018   | 1.    | 24.535 | –         | –         | –       | –       |
| 2019   | 5.    | 25.915 | –         | –         | –       | –       |

### World Cup Siege
Fernández López errang bisher 29 Podestplätze, davon zwölf Siege:
| Datum                             | Ort            | Land        | Disziplin |
| --------------------------------- | -------------- | ----------- | --------- |
| 7. Juli bis 17. Juli 2006         | Pozo Izquierdo | Spanien     | Wave      |
| 4. Juni bis 9. Juni 2007          | Guincho        | Portugal    | Wave      |
| 9. Juli bis 18. Juli 2007         | Pozo Izquierdo | Spanien     | Wave      |
| 3. Juli bis 12. Juli 2008         | Pozo Izquierdo | Spanien     | Wave      |
| 26. September bis 5. Oktober 2008 | Sylt           | Deutschland | Wave      |
| 6. Juli bis 9. Juli 2010          | Pozo Izquierdo | Spanien     | Wave      |
| 14. Juli bis 20. Juli 2014        | Pozo Izquierdo | Spanien     | Wave      |
| 3. August bis 9. August 2015      | El Médano      | Spanien     | Wave      |
| 3. Juli bis 9. Juli 2016          | Pozo Izquierdo | Spanien     | Wave      |
| 1. August bis 7. August 2016      | El Medano      | Spanien     | Wave      |
| 29. September bis 8. Oktober 2017 | Sylt           | Deutschland | Wave      |
| 5. August bis 11. August 2018     | El Médano      | Spanien     | Wave      |

### Weitere Erfolge
- 2. Platz bei Freestyle Europe IFCA Production 1999[1]
- 2. Platz bei in Wave World IFCA Production 1999[1]
- Spanischer Meister Wave 2001[1]
- 1. Platz bei Red Bull Topocalma Infernal Chile 2005[2]
- 1. Platz bei Place Air Madagascar Windsurf Challenge 2005[2]
- Mehrfacher Spanischer Meister 2005[2]
- Nominiert für den Laureus World Sports Award 2011 in der Kategorie Action-Sportler des Jahres[3]